# 戶部站
戶部站（日语：／ Tobe eki */?）位於日本神奈川縣橫濱市西區戶部本町，是屬於京濱急行電鐵本線的鐵路車站。車站編號是KK38。

## 年表
- 1931年（昭和6年）12月26日 - 車站啟用。

## 結構
本站為高架車站，月台配置為島式月台，同時設置2條路軌。月台從北北西往南南東延伸，長度對應六輛編組。剪票口設於北端面對國道1號，剪票口層與月台層之間設有電梯。
車站往橫濱方向有限速40km/h的大彎道，列車須降速通過。
2007年至2011年，因應月台下的耐震補強工程，原出入口與剪票口關閉，在車站中段新設出入口與剪票口。

### 月台配置
| 月台 | 路線 | 方向 | 目的地               |
| ---- | ---- | ---- | -------------------- |
| 1    | 本線 | 下行 | 上大岡、三浦海岸方向 |
| 2    | 本線 | 上行 | 橫濱、品川方向       |

## 使用情況
2016年度1日平均上下車人次為15,777人，京急線全部72個車站當中排行第46位。使用人數近年有增加傾向。
近年1日平均上下車人次與上車人次的推移如下表。
| 年度               | 1日平均 上下車人次 | 1日平均 上車人次 | 來源     |
| ------------------ | ------------------ | ---------------- | -------- |
| 1980年（昭和55年） |                    | 4,926            |          |
| 1981年（昭和56年） |                    | 4,940            |          |
| 1982年（昭和57年） |                    | 5,110            |          |
| 1983年（昭和58年） |                    | 5,156            |          |
| 1984年（昭和59年） |                    | 4,951            |          |
| 1985年（昭和60年） |                    | 4,789            |          |
| 1986年（昭和61年） |                    | 4,764            |          |
| 1987年（昭和62年） |                    | 4,628            |          |
| 1988年（昭和63年） |                    | 4,784            |          |
| 1989年（平成元年） |                    | 4,784            |          |
| 1990年（平成02年） |                    | 4,836            |          |
| 1991年（平成03年） |                    | 4,989            |          |
| 1992年（平成04年） |                    | 5,008            |          |
| 1993年（平成05年） |                    | 4,932            |          |
| 1994年（平成06年） |                    | 4,940            |          |
| 1995年（平成07年） |                    | 4,923            | [ * 1 ]  |
| 1996年（平成08年） |                    | 4,775            |          |
| 1997年（平成09年） |                    | 4,682            |          |
| 1998年（平成10年） |                    | 4,843            | [ * 2 ]  |
| 1999年（平成11年） |                    | 4,804            | [ * 3 ]  |
| 2000年（平成12年） | 9,984              | 5,146            | [ * 3 ]  |
| 2001年（平成13年） | 10,531             | 5,408            | [ * 4 ]  |
| 2002年（平成14年） | 11,098             | 5,706            | [ * 5 ]  |
| 2003年（平成15年） | 11,615             | 5,988            | [ * 6 ]  |
| 2004年（平成16年） | 12,662             | 6,547            | [ * 7 ]  |
| 2005年（平成17年） | 13,091             | 6,795            | [ * 8 ]  |
| 2006年（平成18年） | 13,529             | 6,978            | [ * 9 ]  |
| 2007年（平成19年） | 14,027             | 7,161            | [ * 10 ] |
| 2008年（平成20年） | 14,986             | 7,495            | [ * 11 ] |
| 2009年（平成21年） | 14,972             | 7,483            | [ * 12 ] |
| 2010年（平成22年） | 15,168             | 7,598            | [ * 13 ] |
| 2011年（平成23年） | 14,762             | 7,389            | [ * 14 ] |
| 2012年（平成24年） | 15,062             | 7,555            | [ * 15 ] |
| 2013年（平成25年） | 15,233             | 7,634            | [ * 16 ] |
| 2014年（平成26年） | 15,333             | 7,672            | [ * 17 ] |
| 2015年（平成27年） | 15,612             | 7,799            | [ * 18 ] |
| 2016年（平成28年） | 15,777             |                  |          |

## 周邊
- 神奈川縣戶部警察署（日语：戸部警察署）
- 橫濱市西消防署
- 西區役所（西區綜合廳舍）
- 橫濱戶部本町郵便局
- 橫濱藤棚郵便局
- 戶部公園
- 國道1號 - 東西通過車站北側。
- 高島町站（橫濱市營地下鐵藍線） - 東方約400m
- 平沼橋站（相鐵本線）- 北方約400m
- 水天宮平沼神社（日语：水天宮平沼神社）
- Cinema Novecento（日语：シネマノヴェチェント）

### 巴士路線
國道1號線上有戶部站前巴士站，可搭乘橫濱市交通局與神奈川中央交通的路線巴士。下述未註記的路線為市營巴士。
- 東向乘車處
  - 橫濱站方向各系統
  - <106> 經櫻木町站前、元町往本牧車庫（日语：横浜市営バス本牧営業所）前
- 西向乘車處
  - <9> 經保土谷站東口、弘明寺（日语：弘明寺）、岡村町往瀧頭（日语：横浜市営バス滝頭営業所）
  - <77>（神奈中） 經保土谷站東口往芹谷
  - <106> 經保土谷站東口往境木中學校（日语：横浜市立境木中学校）
  - <102> 經濱松町、浦舟町往瀧頭
  - <103> 經御所山、伊勢佐木町（日语：伊勢佐木町）、山元町往根岸台、本牧車庫前、根岸站

## 相鄰車站
京濱急行電鐵
 本線
□早晨翼號、□京急翼號、■快特、■快特（金澤文庫站以南為特急）、■特急、■機場急行
通過
■普通
橫濱（KK37）－戶部（KK38）－日之出町（KK39）

## 外部連結
- 戶部站（各站資訊） - 京濱急行電鐵（日語）